# Ayyampettai
Ayyampettai é uma vila no distrito de Kancheepuram, no estado indiano de Tamil Nadu.

## Geografia
Ayyampettai está localizada a 10° 54′ N, 79° 11′ L. Tem uma altitude média de 28 metros (91 pés).

## Demografia
Segundo o censo de 2001,  Ayyampettai  tinha uma população de 6022 habitantes. Os indivíduos do sexo masculino constituem 52% da população e os do sexo feminino 48%. Ayyampettai tem uma taxa de literacia de 66%, superior à média nacional de 59.5%; com 58% para o sexo masculino e 42% para o sexo feminino. 10% da população está abaixo dos 6 anos de idade.